# Iochroma peruvianum
Iochroma peruvianum ist eine Pflanzenart aus der Gattung der Veilchensträucher (Iochroma) in der Familie der Nachtschattengewächse (Solanaceae).

## Beschreibung
Iochroma peruvianum ist eine ausdauernde Pflanze, verholzende Pflanze. Die oberen Zweige und die Blütenstielbüschel sind dicht filzig behaart. Die Blattstiele sind etwa 1 cm lang. Die Blattspreiten sind eiförmig, werden vom Typusexemplar als etwa 5 cm lang und kaum halb so breit beschrieben, können im Alter etwas größer werden. Die Oberseite ist verkahlend, die Unterseite ist leicht behaart.
Die Blütenstiele sind schlank, auf der Oberseite verdickt und 3,5 bis 4 cm lang. Der Kelch ist kurz, oftmals abgeschnitten oder ungleichmäßig mit fünf Kelchzähnen besetzt. Ein Teil des Kelches ist zweigelappt, der andere Teil dreilappig. Die Krone ist orangerot gefärbt und dicht filzig behaart. Sie wird meist etwa 3 cm lang, kann aber auch länger werden. Die Staubblätter und der Griffel sind etwa gleich lang und stehen nur knapp über die Krone heraus. Die Staubfäden sind behaart, die Narbe ist köpfchenförmig zweigelappt.

## Vorkommen
Die Art kommt in Peru in der Region Amazonas in der Provinz Chachapoyas vor.

## Belege
- J. Francis Macbride: Dunalia peruviana. In: Flora of Peru. Field Museum of Natural History, Chicago. Band XIII, Teil V-B, Nummer 1, Mai 1962.